# Fussball Club Erzgebirge Aue 1998-1999
Questa voce raccoglie le informazioni riguardanti il Fussball Club Erzgebirge Aue nelle competizioni ufficiali della stagione 1998-1999.

## Stagione
Nella stagione 1998-1999 l'Erzgebirge Aue, allenato da Frank Lieberam e Holger Erler, concluse il campionato di Regionalliga nordest al 7º posto.

## Rosa
| N. |                     | Ruolo | Calciatore     |
| -- | ------------------- | ----- | -------------- |
|    | Germania (bandiera) | P     | Sven Beuckert  |
|    | Germania (bandiera) | P     | Dirk Böhme     |
|    | Germania (bandiera) | P     | Rüdiger Huster |
|    | Germania (bandiera) | D     | Sven Bagemiel  |
|    | Germania (bandiera) | D     | Enrico Barth   |
|    | Germania (bandiera) | D     | Holger Hasse   |
|    | Germania (bandiera) | D     | Uwe Kramer     |
|    | Albania (bandiera)  | D     | Mentor Miftari |
|    | Germania (bandiera) | D     | Hagen Schmidt  |
|    | Germania (bandiera) | D     | Frank Seinig   |
|    | Germania (bandiera) | D     | Udo Tautenhahn |
|    | Germania (bandiera) | C     | Jürgen Lange   |

| N. |                               | Ruolo | Calciatore       |
| -- | ----------------------------- | ----- | ---------------- |
|    | Germania (bandiera)           | C     | Marcel Mühle     |
|    | Germania (bandiera)           | C     | Rico Reinold     |
|    | Germania (bandiera)           | C     | Mike Sadlo       |
|    | Albania (bandiera)            | C     | Ervin Skela      |
|    | Germania (bandiera)           | C     | Ronny Thielemann |
|    | Macedonia del Nord (bandiera) | C     | Borislav Tomoski |
|    | Germania (bandiera)           | A     | Ronny Kretschmer |
|    | Lituania (bandiera)           | A     | Valeri Lakhmei   |
|    | Polonia (bandiera)            | A     | Marek Nowacki    |
|    | Germania (bandiera)           | A     | Marian Pagels    |
|    | Germania (bandiera)           | A     | Steven Zweigler  |

## Organigramma societario
Area tecnica
- Allenatore: Holger Erler
- Allenatore in seconda: Lutz Lindemann
- Preparatore dei portieri:
- Preparatori atletici:
- Analisi video:

## Calciomercato

### Sessione estiva
| Acquisti | Acquisti         | Acquisti          | Acquisti |
| R.       | Nome             | da                | Modalità |
| -------- | ---------------- | ----------------- | -------- |
| A        | Ronny Kretschmer | Zwickau           |          |
| A        | Maik Eidtner     | Spandauer         |          |
| A        | Marian Pagels    | Lubecca           |          |
| D        | Hagen Schmidt    | Wacker Nordhausen |          |
| C        | Borislav Tomoski | Hansa Rostock     |          |
| C        | René Wolter      | Spandauer         |          |

| Cessioni | Cessioni       | Cessioni        | Cessioni |
| R.       | Nome           | a               | Modalità |
| -------- | -------------- | --------------- | -------- |
| A        | Maik Eidtner   | Sachsen Lipsia  |          |
| C        | Gentian Stojku | Elbasani        |          |
| C        | Dirk Hempel    | Carl Zeiss Jena |          |
| A        | Enrico Kern    | TeBe Berlino    |          |
| A        | Sven Kubis     | Energie Cottbus |          |
| A        | Vīts Rimkus    | Skonto          |          |

### Sessione invernale
| Acquisti | Acquisti | Acquisti | Acquisti |
| R.       | Nome     | da       | Modalità |
| -------- | -------- | -------- | -------- |

| Cessioni | Cessioni    | Cessioni  | Cessioni |
| R.       | Nome        | a         | Modalità |
| -------- | ----------- | --------- | -------- |
| C        | René Wolter | Spandauer |          |

## Risultati

### Regionalliga nordest

#### Girone di andata
| Erfurt 1º agosto 1998, ore 14:00 CEST 1ª giornata | Rot-Weiß Erfurt | 0 – 0 referto | Erzgebirge Aue | Steigerwaldstadion (3 000 spett.)\| Arbitro: \| Sax \| |
| Arbitro:                                          | Sax             |               |                |                                                        |

| Arbitro: | Wendorf |

|  |           |           |
|  | Marcatori | 84’ Gezen |

| Arbitro: | Seeger |

|                          |           |                                 |
| Hasse 72’ Tautenhahn 86’ | Marcatori | 40’ Wojtal 62’ (rig.) Schiemann |

| Arbitro: | Köpp |

|                                            |           |             |
| Malesa 27’ Klenge 60’ (rig.) Kietzmann 83’ | Marcatori | 90’ Eidtner |

| Arbitro: | Pleßke |

|                             |           |                  |
| Thielemann 10’ Bagemiel 34’ | Marcatori | 55’ Hammermüller |

| Arbitro: | Dommaschk |

|  |           |                |
|  | Marcatori | 62’ Thielemann |

| Arbitro: | Binkowski |

|             |           |  |
| Tomoski 54’ | Marcatori |  |

| Arbitro: | Kiefer |

|             |           |  |
| Ortlieb 89’ | Marcatori |  |

| Arbitro: | Kruse |

|           |           |           |
| Hasse 90’ | Marcatori | 30’ Menze |

| Arbitro: | Melms |

|  |           |                            |
|  | Marcatori | 78’ Tautenhahn 81’ Schmidt |

| Arbitro: | Fröhlich |

|                                |           |  |
| Kramer 40’, 67’ Thielemann 75’ | Marcatori |  |

| Arbitro: | Weise |

|            |           |  |
| Yildiz 50’ | Marcatori |  |

| Arbitro: | Sturm |

|              |           |  |
| Zweigler 63’ | Marcatori |  |

| Arbitro: | Reimer |

|               |           |  |
| Malacarne 18’ | Marcatori |  |

| Arbitro: | Richter |

|             |           |          |
| Miftari 45’ | Marcatori | 54’ Weiß |

| Arbitro: | Voigt |

|                                |           |                                                                     |
| Gleis 29’ Binke 87’ Berger 90’ | Marcatori | 15’ Nowacki 31’ Tautenhahn 36’ Thielemann 60’, 63’ Pagels 73’ Hasse |

| Arbitro: | Seeger |

|               |           |               |
| Hasse 6’, 20’ | Marcatori | 77’ Wiedemann |

#### Girone di ritorno
| Arbitro: | Robel |

|                                      |           |                     |
| Miftari 8’ Tautenhahn 45’ Pagels 69’ | Marcatori | 70’ Treitl 75’ Otto |

| Arbitro: | Heynemann |

|                        |           |  |
| Marić 81’ Krznaric 89’ | Marcatori |  |

| Arbitro: | Kiefer |

|  |           |                |
|  | Marcatori | 20’ Thielemann |

| Arbitro: | Pleßke |

|                     |           |               |
| Kretschmer 80’, 81’ | Marcatori | 60’ Fraedrich |

| Lipsia 20 febbraio 1999, ore 14:00 CET 22ª giornata | Sachsen Lipsia | 0 – 0 referto | Erzgebirge Aue | Alfred-Kunze-Sportpark (1 908 spett.)\| Arbitro: \| Keßler \| |
| Arbitro:                                            | Keßler         |               |                |                                                               |

| Arbitro: | Bley |

|                                       |           |                          |
| Zweigler 18’ Tautenhahn 66’ Skela 87’ | Marcatori | 42’ (rig.) Wahl 48’ Nagy |

| Arbitro: | Koop |

|                        |           |  |
| Köhler 38’ Tetzner 50’ | Marcatori |  |

| Aue-Bad Schlema 20 marzo 1999, ore 14:00 CET 25ª giornata | Erzgebirge Aue | 0 – 0 referto | Magdeburgo | Erzgebirgsstadion (2 400 spett.)\| Arbitro: \| Fleske \| |
| Arbitro:                                                  | Fleske         |               |            |                                                          |

| Arbitro: | Voigt |

|                        |           |  |
| Oelkuch 63’ Struck 77’ | Marcatori |  |

| Arbitro: | Scheibel |

|                                 |           |                 |
| Pagels 6’, 22’ Schmidt 25’, 28’ | Marcatori | 42’ (rig.) Noll |

| Arbitro: | Sturm |

|          |           |  |
| Milde 9’ | Marcatori |  |

| Arbitro: | Dommaschk |

|                                              |           |             |
| Nowacki 2’ Seinig 3’ Tautenhahn 9’ Barth 50’ | Marcatori | 63’ Cerovec |

| Arbitro: | Dittrich |

|                   |           |             |
| Lau 40’ Klews 67’ | Marcatori | 55’ Schmidt |

| Arbitro: | Wendorf |

|  |           |             |
|  | Marcatori | 62’ Seifert |

| Arbitro: | Schößling |

|                         |           |                                      |
| Spranger 18’ Dünger 62’ | Marcatori | 16’, 46’, 67’ Thielemann 65’ Tomoski |

| Arbitro: | Endmann |

|             |           |             |
| Nowacki 45’ | Marcatori | 69’ Diebitz |

| Arbitro: | Köpp |

|                                        |           |                                         |
| Wiedemann 9’, 84’ (rig.) Marciniak 22’ | Marcatori | 25’ Zweigler 60’ Tomoski 78’ Thielemann |

## Statistiche

### Statistiche di squadra
| Competizione         | Punti | In casa | In casa | In casa | In casa | In casa | In casa | In trasferta | In trasferta | In trasferta | In trasferta | In trasferta | In trasferta | Totale | Totale | Totale | Totale | Totale | Totale | DR  |
| Competizione         | Punti | G       | V       | N       | P       | Gf      | Gs      | G            | V            | N            | P            | Gf           | Gs           | G      | V      | N      | P      | Gf     | Gs     | DR  |
| -------------------- | ----- | ------- | ------- | ------- | ------- | ------- | ------- | ------------ | ------------ | ------------ | ------------ | ------------ | ------------ | ------ | ------ | ------ | ------ | ------ | ------ | --- |
| Regionalliga nordest | 53    | 17      | 10      | 5       | 2       | 30      | 16      | 17           | 5            | 3            | 9            | 19           | 23           | 34     | 15     | 8      | 11     | 49     | 39     | +10 |
| Totale               | 53    | 17      | 10      | 5       | 2       | 30      | 16      | 17           | 5            | 3            | 9            | 19           | 23           | 34     | 15     | 8      | 11     | 49     | 39     | +10 |

### Andamento in campionato
| Giornata  | 1  | 2  | 3  | 4  | 5  | 6  | 7 | 8  | 9  | 10 | 11 | 12 | 13 | 14 | 15 | 16 | 17 | 18 | 19 | 20 | 21 | 22 | 23 | 24 | 25 | 26 | 27 | 28 | 29 | 30 | 31 | 32 | 33 | 34 |
| --------- | -- | -- | -- | -- | -- | -- | - | -- | -- | -- | -- | -- | -- | -- | -- | -- | -- | -- | -- | -- | -- | -- | -- | -- | -- | -- | -- | -- | -- | -- | -- | -- | -- | -- |
| Luogo     | T  | C  | C  | T  | C  | T  | C | T  | C  | T  | C  | T  | C  | T  | C  | T  | C  | C  | T  | T  | C  | T  | C  | T  | C  | T  | C  | T  | C  | T  | C  | T  | C  | T  |
| Risultato | N  | P  | N  | P  | V  | V  | V | P  | N  | V  | V  | P  | V  | P  | N  | V  | V  | V  | P  | V  | V  | N  | V  | P  | N  | P  | V  | P  | V  | P  | P  | V  | N  | N  |
| Posizione | 10 | 14 | 14 | 14 | 14 | 11 | 8 | 10 | 10 | 7  | 7  | 9  | 8  | 8  | 8  | 8  | 7  | 7  | 7  | 7  | 7  | 7  | 7  | 7  | 7  | 7  | 7  | 7  | 7  | 7  | 7  | 7  | 7  | 7  |

Legenda:

Luogo: C = Casa; T = Trasferta. Risultato: V = Vittoria; N = Pareggio; P = Sconfitta.

### Statistiche dei giocatori
| S. Bagemiel   | 13 | 1 | 2  | 0 |
| E. Barth      | 32 | 1 | 6  | 0 |
| S. Beuckert   | 17 | 0 | 1  | 0 |
| D. Böhme      | 1  | 0 | 0  | 0 |
| M. Eidtner    | 10 | 1 | 4  | 0 |
| H. Hasse      | 31 | 5 | 7  | 1 |
| R. Huster     | 16 | 0 | 0  | 0 |
| U. Kramer     | 11 | 2 | 1  | 0 |
| R. Kretschmer | 10 | 2 | 0  | 0 |
| V. Lakhmei    | 23 | 0 | 4  | 0 |
| J. Lange      | 4  | 0 | 1  | 0 |
| M. Miftari    | 24 | 2 | 4  | 0 |
| M. Mühle      | 1  | 0 | 0  | 0 |
| M. Nowacki    | 22 | 3 | 4  | 0 |
| M. Pagels     | 21 | 5 | 2  | 0 |
| R. Reinold    | 18 | 0 | 2  | 1 |
| M. Sadlo      | 26 | 0 | 1  | 0 |
| H. Schmidt    | 34 | 4 | 14 | 1 |
| F. Seinig     | 12 | 1 | 5  | 0 |
| E. Skela      | 14 | 1 | 2  | 0 |
| G. Stojku     | 3  | 0 | 0  | 0 |
| U. Tautenhahn | 30 | 6 | 10 | 3 |
| R. Thielemann | 32 | 9 | 11 | 2 |
| B. Tomoski    | 25 | 3 | 3  | 1 |
| R. Wolter     | 4  | 0 | 1  | 0 |
| S. Zweigler   | 28 | 3 | 8  | 0 |